# ما بوكانغ
ما بوكانغ (1968م-1896م) (بالصينية التقليدية: 馬步康؛ بالصينية المبسطة: 马步康؛ البينيين: Mǎ Bùkāng؛ ويد–جيلز: Ma Pu-k’ang) كان ما بوكانغ جنرالًا مسلمًا صينيًا وأمير حرب وعضوًا في جماعة ما، وكان اسمه العربي: مسلم.

## حياته العسكرية
قاد ما بوكانغ قوة عسكرية حول قانسو في جمهورية الصين، وكان لقبه الحصان الصغير الكبير، وسيطر على غرب قانسو بعد اختفاء ابن عمه ما بويينغ وتركه منصبه شاغرًا.
كان ما بوكانغ وما بوفانغ يقيّمان عمل عمهم ما بياو عندما قصفت الطائرات الحربية اليابانية شينينغ. 
كان قائدًا لفرقة الفرسان الثامنة أثناء الحرب العالمية الثانية ضد اليابانيين.  
خلف ما بوكانج قريبه ما بياو كقائد لفرقة الفرسان الثامنة في صيف عام 1942 وواصل قتال اليابانيين. 
حارب ضد الشيوعيين خلال حملة ميريديان ريدج، ثم هاجر إلى المملكة العربية السعودية مع أبناء عمومته ما بوفانغ وما بولوان، والمقربين مثل ما جي رونغ وابنه محمد ماكوشان، وبعد عام واحد انتقلوا إلى القاهرة بمصر. 